# Delias agostina
Delias agostina, a Jezebel amarela, é uma borboleta de tamanho médio da família Pieridae, isto é, as amarelas e brancas.